# Tour de Catar 2015
La 14.ª edición del Tour de Catar se celebró entre el 8 y el 13 de febrero de 2015.
La carrera formó parte de calendario UCI Asia Tour 2015 en su máxima categoría 2.HC.
La carrera fue ganada por el holandés Niki Terpstra, que de esta manera revalidaba la victoria conseguida el año anterior. Terpstra se hizo con el liderato de la carrera al ganar la tercera etapa, una contrarreloj individual, y lo mantuvo hasta el final. Maciej Bodnar acabó en segunda posición, a seis segundos de Terpstra; mientras Alexander Kristoff, vencedor de tres etapas, acabó en tercera posición, a nueve segundos del vencedor. 
En las clasificaciones secundarias Kristoff se hizo con el maillot de los puntos gracias a sus tres victorias de etapa. Peter Sagan fue el vencedor de la clasificación de los jóvenes y el Etixx-Quick Step ganó la clasificación por equipos.

## Equipos participantes
Participaron en la carrera 18 equipos: 13 de la máxima categoría y 5 Profesionales Continentales. Las formaciones estuvieron integradas por 8 ciclistas, exceptuando Team Sky, MTN-Qhubeka y Bardiani-CSF Pro Team que presentaron 7 corredores cada uno, formando así un pelotón de 141 corredores.
| Equipo                      | Cód. UCI | Categoría               | Jefe de filas        |
| --------------------------- | -------- | ----------------------- | -------------------- |
| Astana Pro Team             | AST      | UCI ProTeam             | Lars Boom            |
| BMC Racing Team             | BMC      | UCI ProTeam             | Philippe Gilbert     |
| Etixx-Quick Step            | EQS      | UCI ProTeam             | Niki Terpstra        |
| FDJ                         | FDJ      | UCI ProTeam             | Arnaud Démare        |
| IAM Cycling                 | IAM      | UCI ProTeam             | Heinrich Haussler    |
| Team Katusha                | KAT      | UCI ProTeam             | Alexander Kristoff   |
| Lampre-Merida               | LAM      | UCI ProTeam             | Filippo Pozzato      |
| Movistar Team               | MOV      | UCI ProTeam             | Alejandro Valverde   |
| Orica-GreenEDGE             | OGE      | UCI ProTeam             | Adam Blythe          |
| Team Sky                    | SKY      | UCI ProTeam             | Bradley Wiggins      |
| Team Giant-Alpecin          | TGA      | UCI ProTeam             | Marcel Kittel        |
| Tinkoff-Saxo                | TCS      | UCI ProTeam             | Peter Sagan          |
| Trek Factory Racing         | TFR      | UCI ProTeam             | Fabian Cancellara    |
| Bardiani-CSF Pro Team       | BAR      | Profesional Continental | Enrico Battaglin     |
| Bora-Argon 18               | BOA      | Profesional Continental | Sam Bennett          |
| Cofidis, Solutions Crédits  | COF      | Profesional Continental | Nacer Bouhanni       |
| MTN-Qhubeka                 | MTN      | Profesional Continental | Edvald Boasson Hagen |
| Topsport Vlaanderen-Baloise | TSV      | Profesional Continental | Jelle Wallays        |

## Etapas
La edición 2015 del Tour de Catar tuvo 6 etapas y un recorrido de 784 km, comenzando en Dukhan y finalizando en Doha. Todas las etapas serán completamente llanas con una contrarreloj de 10,9 km. en la tercera etapa. 
| Etapa     | Fecha         | Recorrido                               | km         | Ganador            | Líder              |
| --------- | ------------- | --------------------------------------- | ---------- | ------------------ | ------------------ |
| 1.ª etapa | 8 de febrero  | Dukhan - Sealine Beach Resort           | 136        | José Joaquín Rojas | José Joaquín Rojas |
| 2.ª etapa | 9 de febrero  | Al Wakrah - A -Khor                     | 194,5      | Alexander Kristoff | Alexander Kristoff |
| 3.ª etapa | 10 de febrero | Circuito de Losial - Circuito de Losial | 10,9 (CRI) | Niki Terpstra      | Niki Terpstra      |
| 4.ª etapa | 11 de febrero | Al Thakhira - Mesaieed                  | 165,5      | Alexander Kristoff | Niki Terpstra      |
| 5.ª etapa | 12 de febrero | Al Zubarah Fort - Madinat ash Shamal    | 153        | Alexander Kristoff | Niki Terpstra      |
| 6.ª etapa | 13 de febrero | Sealine Beach Resort - Doha Corniche    | 124,5      | Sam Bennett        | Niki Terpstra      |

## Desarrollo de la carrera

### Etapa 1

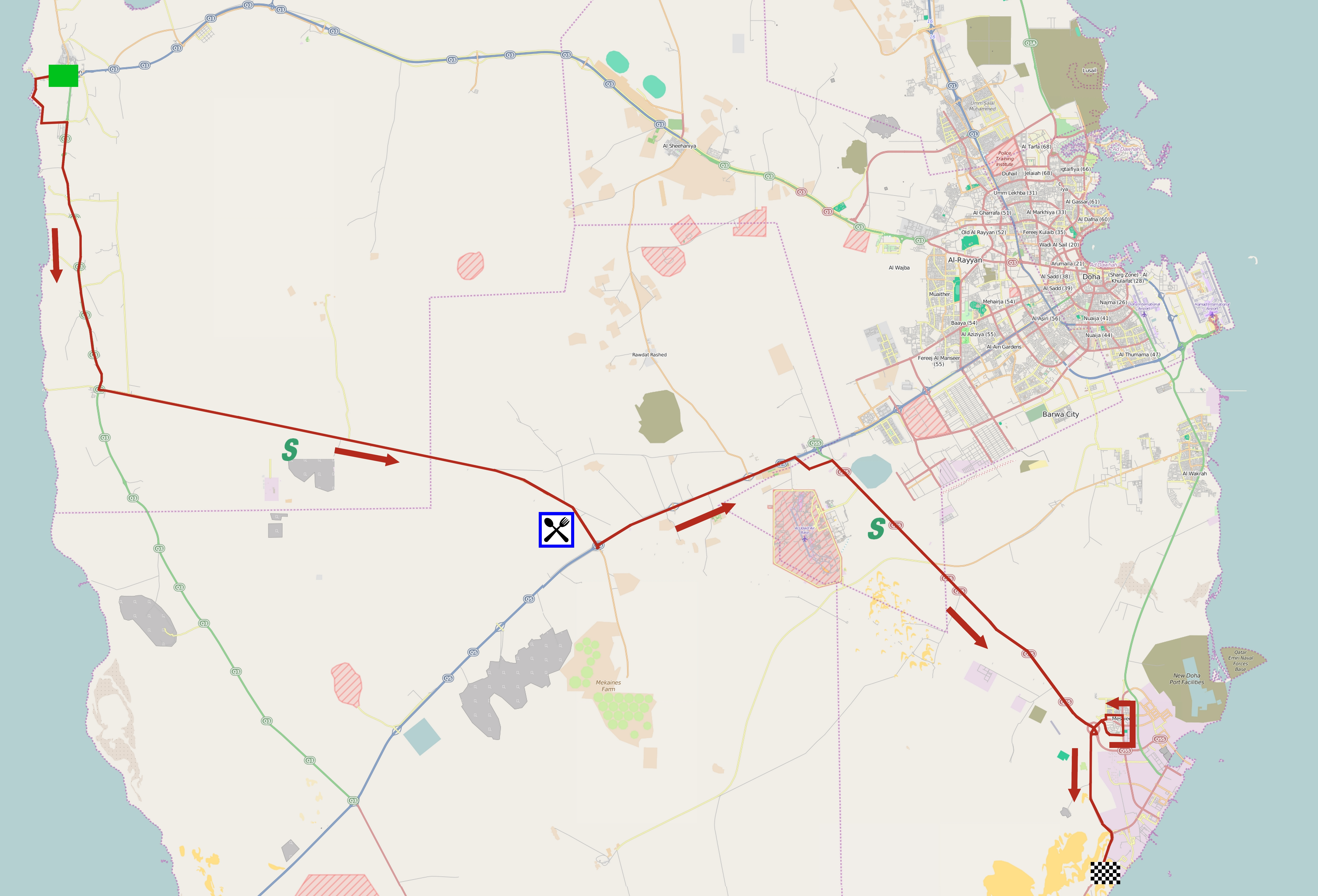
Recorrido 1.ª etapa

Los resultados de la primera etapa fueron:
|   | Ciclista           | Equipo           | Tiempo          |
| - | ------------------ | ---------------- | --------------- |
| 1 | José Joaquín Rojas | Movistar         | 3 h 49 min 50 s |
| 2 | Tom Boonen         | Etixx-Quick Step | m.t.            |
| 3 | Arnaud Démare      | FDJ              | m.t.            |
| 4 | Peter Sagan        | Tinkoff-Saxo     | m.t.            |
| 5 | Sam Bennett        | Bora-Argon 18    | m.t.            |

|   | Ciclista           | Equipo           | Tiempo          |
| - | ------------------ | ---------------- | --------------- |
| 1 | José Joaquín Rojas | Movistar         | 3 h 49 min 50 s |
| 2 | Tom Boonen         | Etixx-Quick Step | m.t.            |
| 3 | Arnaud Démare      | FDJ              | m.t.            |
| 4 | Peter Sagan        | Tinkoff-Saxo     | m.t.            |
| 5 | Sam Bennett        | Bora-Argon 18    | m.t.            |

### Etapa 2

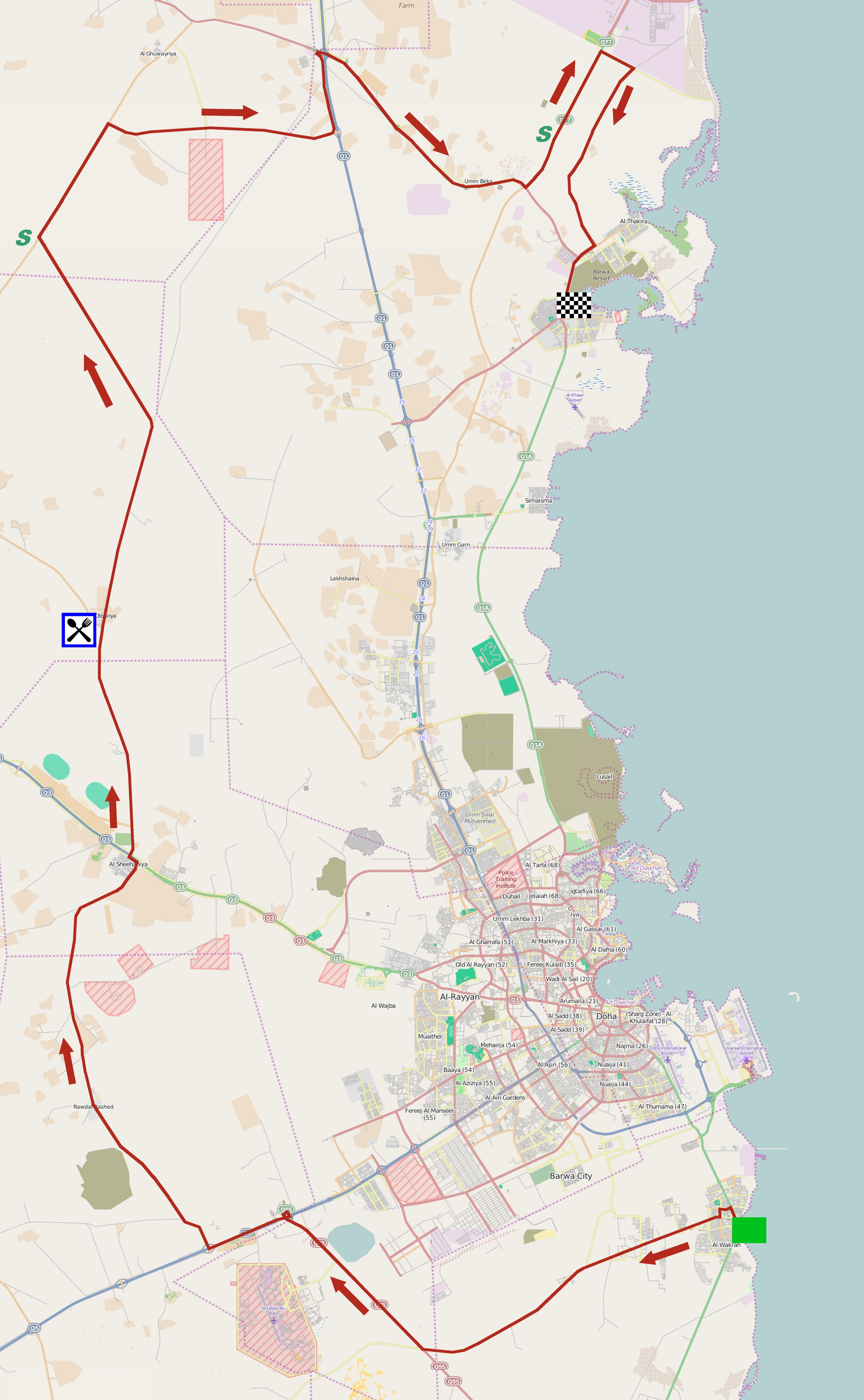
Recorrido 2.ª etapa

Los resultados de la segunda etapa fueron:
|   | Ciclista           | Equipo           | Tiempo          |
| - | ------------------ | ---------------- | --------------- |
| 1 | Alexander Kristoff | Katusha          | 3 h 49 min 51 s |
| 2 | Andrea Guardini    | Astana           | m.t.            |
| 3 | Greg Van Avermaet  | BMC Racing       | m.t.            |
| 4 | Peter Sagan        | Tinkoff-Saxo     | m.t.            |
| 5 | Tom Boonen         | Etixx-Quick Step | m.t.            |

|   | Ciclista           | Equipo           | Tiempo          |
| - | ------------------ | ---------------- | --------------- |
| 1 | Alexander Kristoff | Katusha          | 7 h 39 min 31 s |
| 2 | Tom Boonen         | Etixx-Quick Step | a 1 s           |
| 3 | Greg Van Avermaet  | BMC Racing       | a 3 s           |
| 4 | Niki Terpstra      | Astana           | a 4 s           |
| 5 | Andrea Guardini    | Etixx-Quick Step | a 8 s           |

### Etapa 3

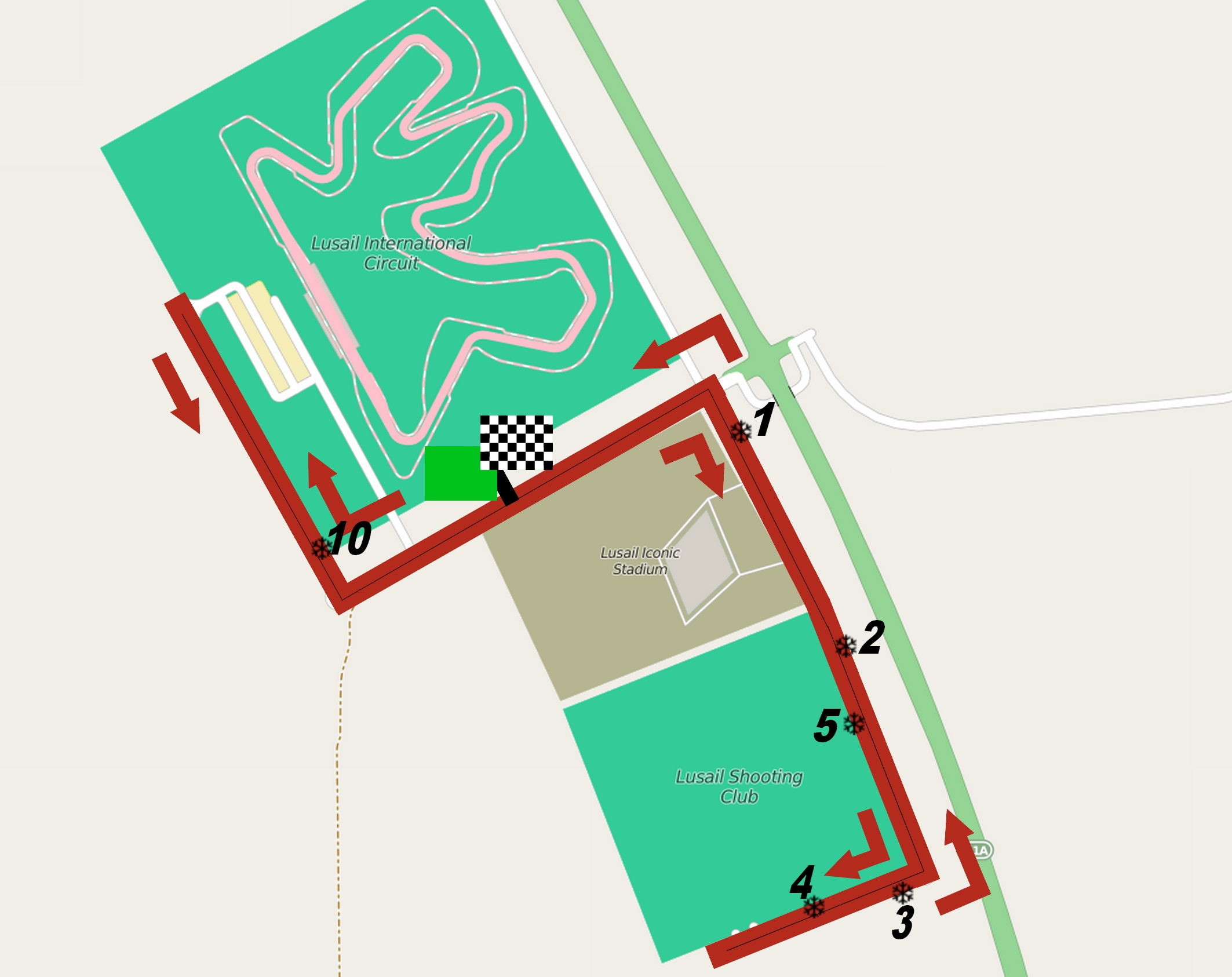
Recorrido 3.ª etapa

Los resultados de la tercera etapa fueron:
|   | Ciclista          | Equipo           | Tiempo     |
| - | ----------------- | ---------------- | ---------- |
| 1 | Niki Terpstra     | Etixx-Quick Step | 14 min 3 s |
| 2 | Fabian Cancellara | Trek Factory     | a 8 s      |
| 3 | Bradley Wiggins   | Sky              | a 9 s      |
| 4 | Maciej Bodnar     | Tinkoff-Saxo     | m.t.       |
| 5 | Ian Stannard      | Sky              | a 10 s     |

|   | Ciclista          | Equipo           | Tiempo          |
| - | ----------------- | ---------------- | --------------- |
| 1 | Niki Terpstra     | Etixx-Quick Step | 7 h 53 min 42 s |
| 2 | Maciej Bodnar     | Tinkoff-Saxo     | a 11 s          |
| 3 | Ian Stannard      | Sky              | a 12 s          |
| 4 | Greg Van Avermaet | BMC Racing       | a 19 s          |
| 5 | Luke Rowe         | Sky              | a 33 s          |

### Etapa 4

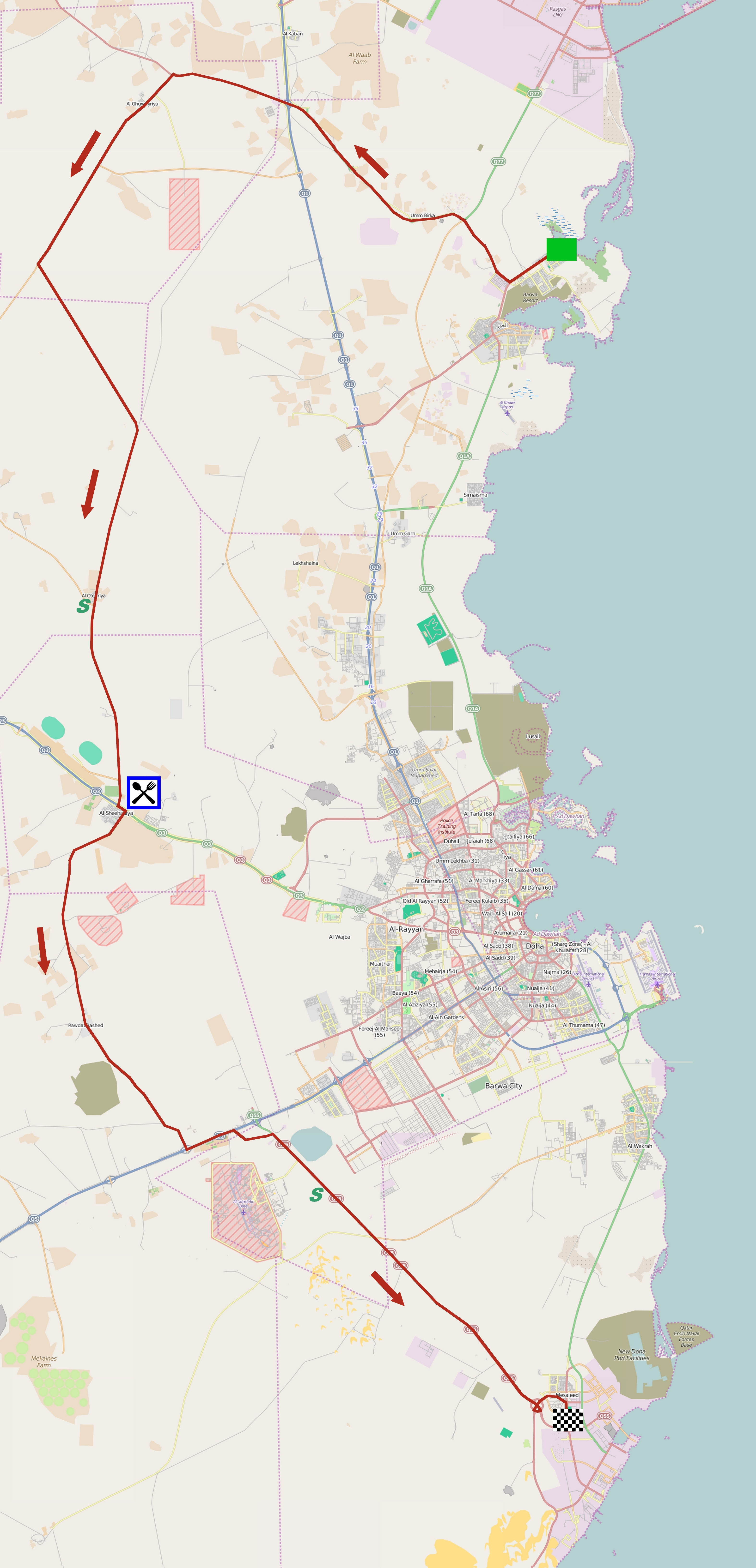
Recorrido 4.ª etapa

Los resultados de la cuarta etapa fueron:
|   | Ciclista           | Equipo        | Tiempo          |
| - | ------------------ | ------------- | --------------- |
| 1 | Alexander Kristoff | Katusha       | 4 h 15 min 57 s |
| 2 | Peter Sagan        | Tinkoff-Saxo  | m.t.            |
| 3 | Nikias Arndt       | Giant-Alpecin | m.t.            |
| 4 | Adam Blythe        | Giant-Alpecin | m.t.            |
| 5 | Nicola Ruffoni     | Bardiani CSF  | m.t.            |

|   | Ciclista           | Equipo           | Tiempo          |
| - | ------------------ | ---------------- | --------------- |
| 1 | Niki Terpstra      | Etixx-Quick Step | 12 h 9 min 44 s |
| 2 | Maciej Bodnar      | Tinkoff-Saxo     | a 6 s           |
| 3 | Ian Stannard       | Sky              | a 12 s          |
| 4 | Greg Van Avermaet  | BMC Racing       | a 19 s          |
| 5 | Alexander Kristoff | Katusha          | a 21 s          |

### Etapa 5

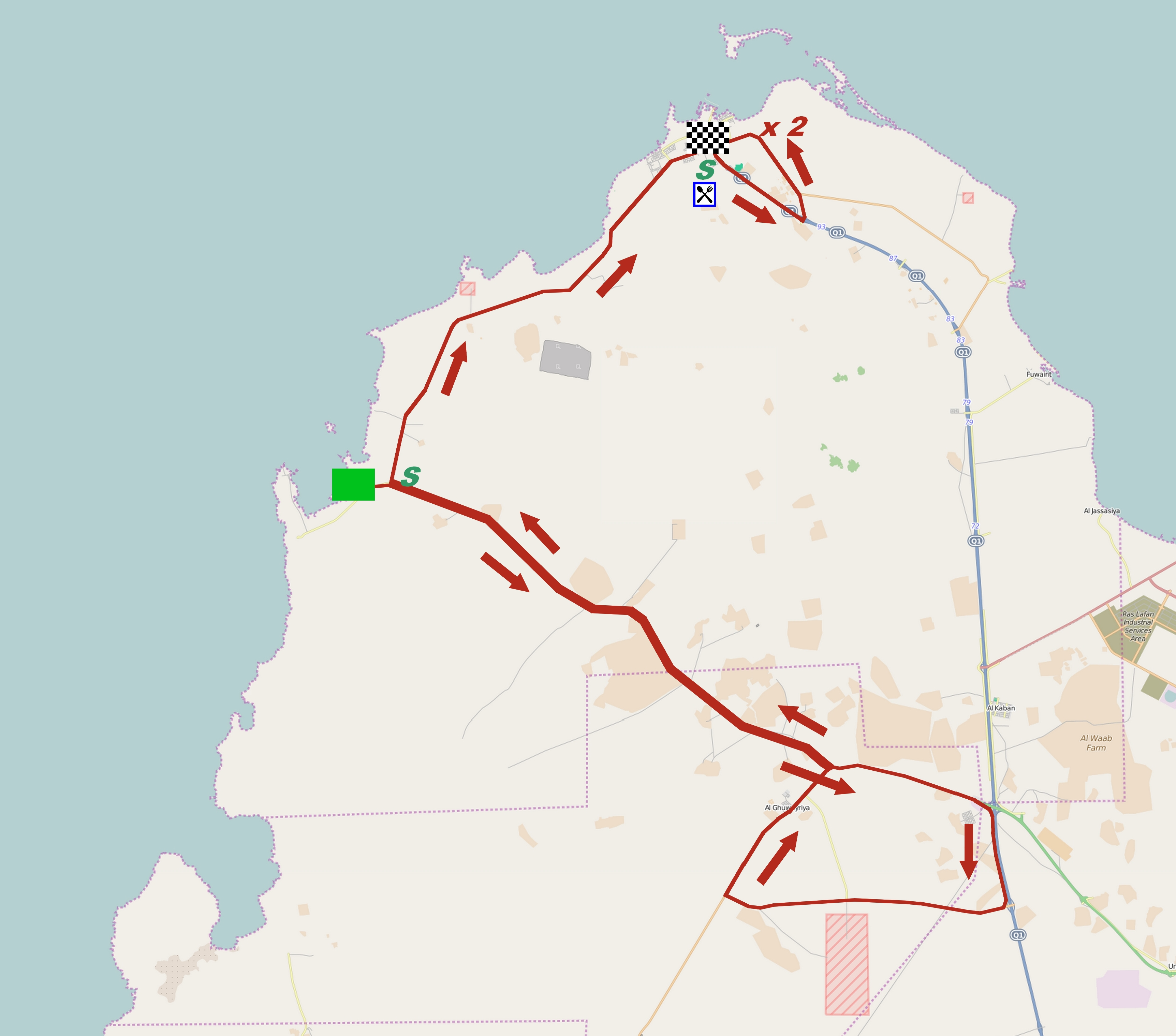
Recorrido 5.ª etapa

Los resultados de la quinta etapa fueron:
|   | Ciclista           | Equipo           | Tiempo        |
| - | ------------------ | ---------------- | ------------- |
| 1 | Alexander Kristoff | Katusha          | 3 h 3 min 1 s |
| 2 | Peter Sagan        | Tinkoff-Saxo     | m.t.          |
| 3 | Nikias Arndt       | Giant-Alpecin    | m.t.          |
| 4 | Tom Boonen         | Etixx-Quick Step | m.t.          |
| 5 | Adam Blythe        | Giant-Alpecin    | m.t.          |

|   | Ciclista           | Equipo           | Tiempo           |
| - | ------------------ | ---------------- | ---------------- |
| 1 | Niki Terpstra      | Etixx-Quick Step | 15 h 12 min 45 s |
| 2 | Maciej Bodnar      | Tinkoff-Saxo     | a 6 s            |
| 3 | Alexander Kristoff | Team Katusha     | a 11 s           |
| 4 | Ian Stannard       | Sky              | a 12 s           |
| 5 | Greg Van Avermaet  | BMC Racing       | a 19 s           |

### Etapa 6

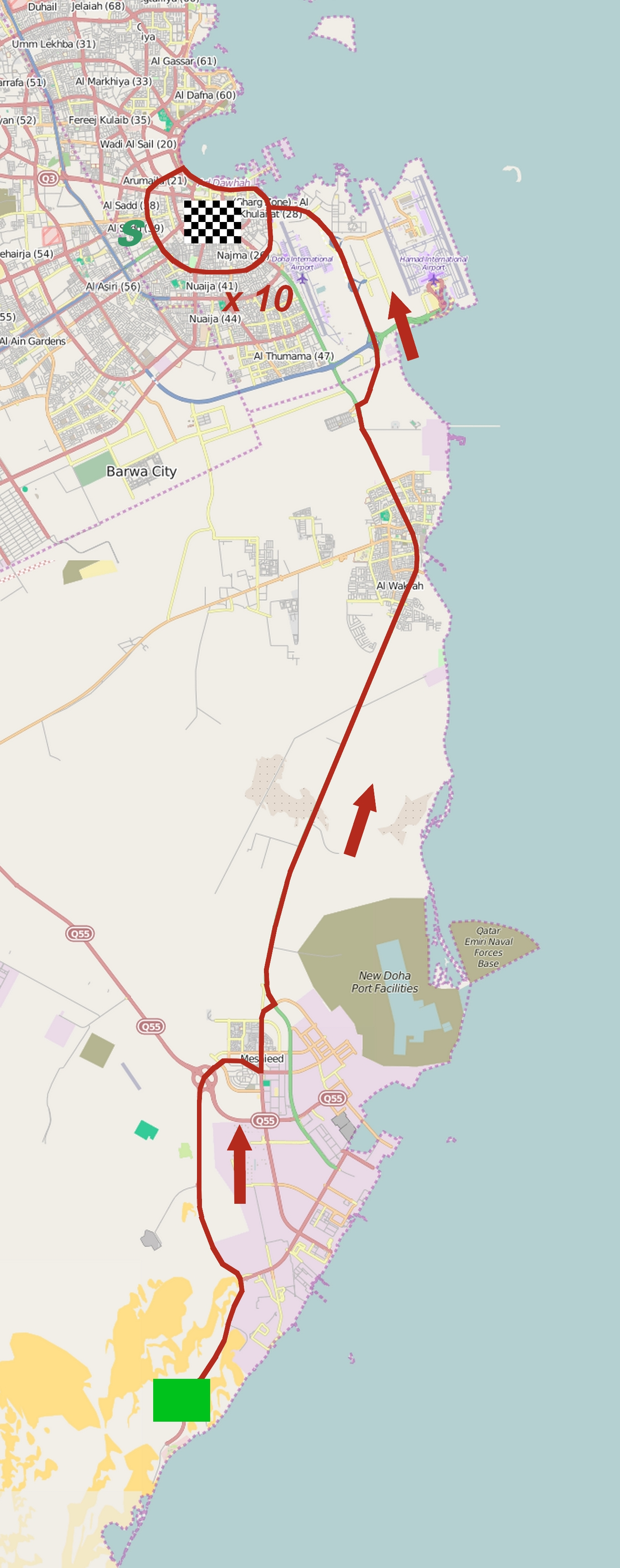
Recorrido 6.ª etapa

Los resultados de la sexta etapa fueron:
|   | Ciclista        | Equipo                     | Tiempo         |
| - | --------------- | -------------------------- | -------------- |
| 1 | Sam Bennett     | Bora-Argon 18              | 2 h 24 min 3 s |
| 2 | Andrea Guardini | Astana                     | m.t.           |
| 3 | Nacer Bouhanni  | Cofidis, Solutions Crédits | m.t.           |
| 4 | Peter Sagan     | Tinkoff-Saxo               | m.t.           |
| 5 | Youcef Reguigui | MTN-Qhubeka                | m.t.           |

|   | Ciclista           | Equipo           | Tiempo           |
| - | ------------------ | ---------------- | ---------------- |
| 1 | Niki Terpstra      | Etixx-Quick Step | 17 h 36 min 48 s |
| 2 | Maciej Bodnar      | Tinkoff-Saxo     | a 6 s            |
| 3 | Alexander Kristoff | Team Katusha     | a 9 s            |
| 4 | Ian Stannard       | Sky              | a 12 s           |
| 5 | Greg Van Avermaet  | BMC Racing       | a 19 s           |

## Clasificaciones

### Clasificación general
| Posición | Ciclista           | Equipo           | Tiempo           |
| -------- | ------------------ | ---------------- | ---------------- |
|          | Niki Terpstra      | Etixx-Quick Step | 17 h 36 min 48 s |
| 2º       | Maciej Bodnar      | Tinkoff-Saxo     | a 6 s            |
| 3º       | Alexander Kristoff | Team Katusha     | a 9 s            |
| 4º       | Ian Stannard       | Sky              | a 12 s           |
| 5º       | Greg Van Avermaet  | BMC Racing       | a 19 s           |
| 6º       | Peter Sagan        | Tinkoff-Saxo     | a 31 s           |
| 7º       | Luke Rowe          | Sky              | a 33 s           |
| 8º       | Heinrich Haussler  | IAM Cycling      | a 39 s           |
| 9º       | Tom Boonen         | Etixx-Quick Step | m.t.             |
| 10º      | Andriy Grivko      | Astana           | a 41 s           |

### Clasificación por puntos
| Posición | Ciclista           | Equipo           | Puntos |
| -------- | ------------------ | ---------------- | ------ |
|          | Alexander Kristoff | Katusha          | 49     |
| 2º       | Peter Sagan        | Tinkoff-Saxo     | 45     |
| 3º       | Tom Boonen         | Etixx-Quick Step | 34     |
| 4º       | Andrea Guardini    | Astana           | 30     |
| 5º       | José Joaquín Rojas | Movistar         | 22     |

### Clasificación de los jóvenes
| Posición | Ciclista          | Equipo        | Tiempo           |
| -------- | ----------------- | ------------- | ---------------- |
|          | Peter Sagan       | Tinkoff-Saxo  | 17 h 37 min 19 s |
| 2º       | Luke Rowe         | Sky           | a 2 s            |
| 3º       | Jasper Stuyven    | Trek Factory  | a 24 s           |
| 4º       | Nikias Arndt      | Giant-Alpecin | a 48 s           |
| 5º       | Sven Erik Bystrøm | Team Katusha  | a 1 m 18 s       |

### Clasificación por equipos
| Posición | Equipo           | Tiempo           |
| -------- | ---------------- | ---------------- |
|          | Etixx-Quick Step | 52 h 51 min 44 s |
| 2º       | Astana Pro Team  | a 39 s           |
| 3º       | BMC Racing       | a 55 s           |
| 4º       | Sky              | a 55 s           |
| 5º       | Katusha          | a 1 min 39 s     |

## UCI Asia Tour
El Tour de Catar otorga puntos para el UCI Asia Tour 2015, solamente para corredores de equipos Profesional Continental y Equipos Continentales. Las siguientes tablas corresponden al baremo de puntuación y a los puntos obtenidos por cada corredor:
| Posición              | 1º  | 2º | 3º | 4º | 5º | 6º | 7º | 8º | 9º | 10º | 11º | 12º | 13º | 14º | 15º |
| Clasificación General | 100 | 70 | 40 | 30 | 25 | 20 | 15 | 10 | 9  | 8   | 7   | 6   | 5   | 4   | 3   |
| Por etapa             | 20  | 14 | 8  | 7  | 6  | 5  | 4  | 2  |    |     |     |     |     |     |     |
| Líder, por etapa      | 10  |    |    |    |    |    |    |    |    |     |     |     |     |     |     |

| Ciclista             | Equipo                     | General | Etapa | Líder | Total |
| -------------------- | -------------------------- | ------- | ----- | ----- | ----- |
| Sam Bennett          | Bora-Argon 18              | -       | 26    | -     | 26    |
| Nacer Bouhanni       | Cofidis, Solutions Crédits | -       | 8     | -     | 8     |
| Nicola Ruffoni       | Bardiani CSF               | -       | 6     | -     | 6     |
| Youcef Reguigui      | MTN-Qhubeka                | -       | 6     | -     | 6     |
| Edvald Boasson Hagen | MTN-Qhubeka                | -       | 2     | -     | 2     |

## Evolución de las clasificaciones
| Etapa (Vencedor)               | Clasificación general | Clasificación por puntos | Clasificación de los jóvenes | Clasificación por equipos |
| ------------------------------ | --------------------- | ------------------------ | ---------------------------- | ------------------------- |
| 1.ª etapa (José Joaquín Rojas) | José Joaquín Rojas    | José Joaquín Rojas       | Arnaud Démare                | Astana Pro Team           |
| 2.ª etapa (Alexander Kristoff) | Alexander Kristoff    | Tom Boonen               | Peter Sagan                  | Etixx-Quick Step          |
| 3.ª etapa (Niki Terpstra)      | Niki Terpstra         | Tom Boonen               | Luke Rowe                    | Etixx-Quick Step          |
| 4.ª etapa (Alexander Kristoff) | Niki Terpstra         | Alexander Kristoff       | Luke Rowe                    | Etixx-Quick Step          |
| 5.ª etapa (Alexander Kristoff) | Niki Terpstra         | Alexander Kristoff       | Peter Sagan                  | Etixx-Quick Step          |
| 6.ª etapa (Sam Bennett)        | Niki Terpstra         | Alexander Kristoff       | Peter Sagan                  | Etixx-Quick Step          |
| Final                          | Niki Terpstra         | Alexander Kristoff       | Peter Sagan                  | Etixx-Quick Step          |